# Province de San Martín
Pour les articles homonymes, voir San Martín.
La province de San Martín (Provincia de San Martín en espagnol) est l'une des dix provinces de la région de San Martín, dans le nord du Pérou. Son chef-lieu est la ville de Tarapoto.

## Géographie
La province couvre une superficie de 5 639,82 km2. Elle est limitée au nord et à l'est par la région de Loreto, au sud par la province de Picota et à l'ouest par la province de Lamas.

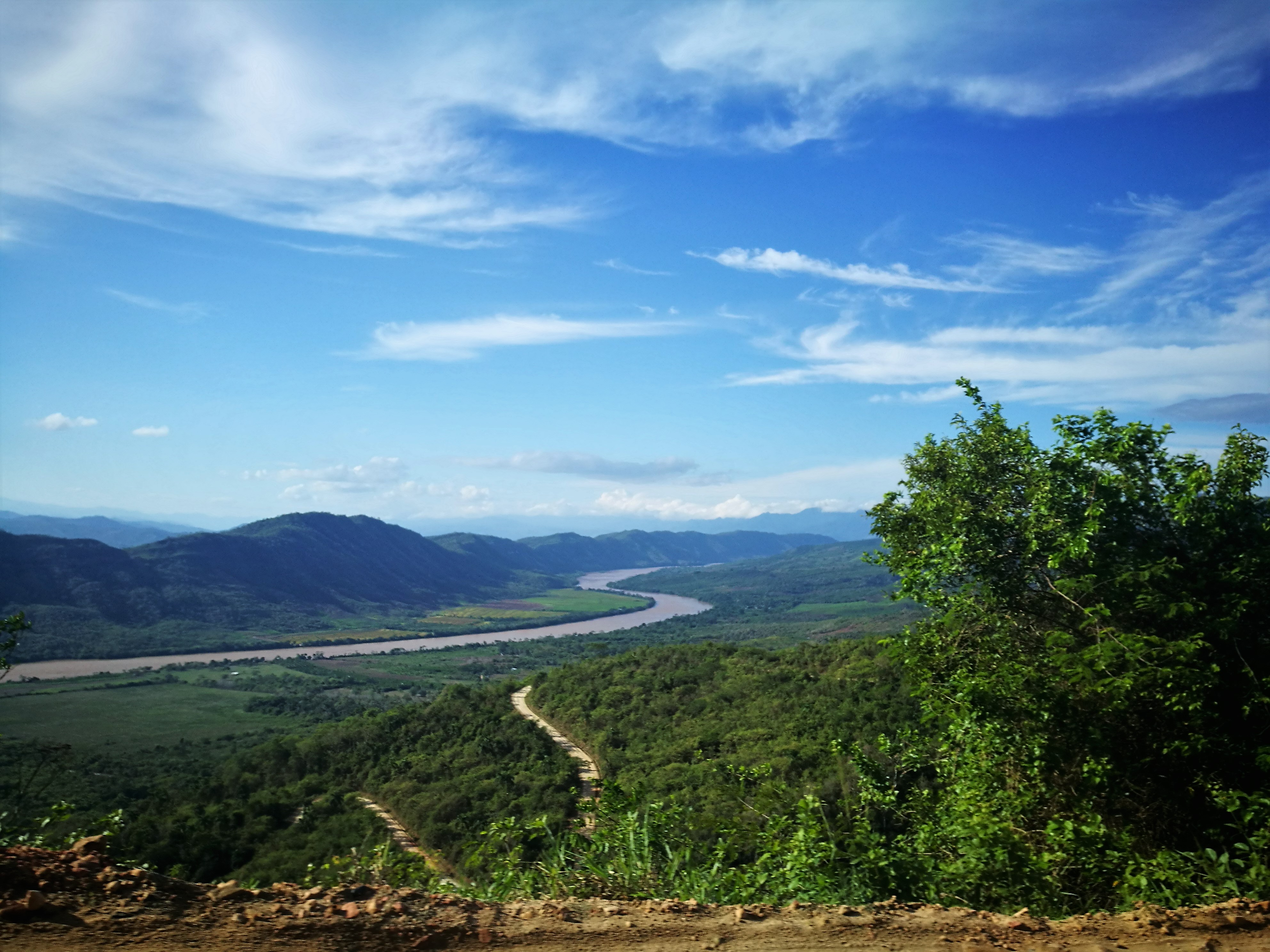
La rivière Huallaga dans le quartier de Sauce.

## Population
La population de la province s'élevait à 161 132 habitants en 2007.

## Subdivisions
La province de San Martín est divisée en 14  districts :
- Alberto Leveau
- Cacatachi
- Chazuta
- Chipurana
- El Porvenir
- Huimbayoc
- Juan Guerra
- La Banda de Shilcayo
- Morales
- Papaplaya
- San Antonio
- Sauce
- Shapaja
- Tarapoto